# Емили Блант
Емили Оливија Лора Блант (енгл. Emily Olivia Laura Blunt; Лондон, 23. фебруар 1983) енглеска је глумица.
Након неколико мањих улога у телевизијским серијама и филмовима, Блант је 2004. наступила у драми Моје лето љубави која јој је донела номинацију за Британску независну филмску награду. Наредне године награђена је Златним глобусом за најбољу споредну женску улогу у мини-серији или ТВ филму за улогу у Би-Би-Си-јевом филму Гидионова кћерка. Године 2007. наступила је у неколико филмова америчке продукције, међу којима се истиче Ђаво носи Праду. Ова улога донела јој је номинације за неколико награда у категорији "Најбоља глумица у споредној улози" међу којима су БАФТА и Златни глобус, а такође је била номинована и за БАФТУ за звезду у успону.
Улога краљице Викторије Хановерске у биографској драми Млада Викторија из 2009. донела јој је још једну номинацију за Златни глобус, овога пута у категорији "Најбоља главна женска улога у играном филму - драма". Пажњу шире публике Блантова је привукла запаженим улогама у низу научнофантастичних филмова, међу којима су Агенти судбине (2011), Убица из будућности (2012) и На рубу времена (2014). Истовремено је наставила да наступа у комедијама и филмовима независне продукције, а улоге у филму Лов на лососе у Јемену (2012) и мјузиклу Зачарана шума (2014) донеле су јој још две номинације за награду Златни глобус у категорији "Најбоља главна женска улога у играном филму - комедија или мјузикл". Године 2015. појавила се у криминалистичком трилеру Сикарио Денија Вилнева, док ће током 2016. тумачити насловне улоге у филмовима Ловац и ледена краљица и Девојка из воза.

## Приватни живот
Блант је три године била у вези са канадским певачем Мајклом Бублеом кога је упознала 2005. године на додели аустралијских телевизијских награда Лоџи у Мелбурну. Неко време су заједно живели у Ванкуверу све до раскида 2008. године.
У новембру 2008. године, Блант је започела везу са америчким глумцем Џоном Красинским, за кога се верила у августу наредне године. Блант и Красински венчали су се 10. јула 2010. године у Кому (Италија), а 16. фебруара 2014. године добили су кћерку Хејзел.
Њен брат Себастијан се такође бави глумом, а њена сестра Фелисти је књижевни агент и удата је за глумца Стенлија Тучија, кога је упознала преко Емили која је са њим наступила у филму Ђаво носи Праду.

## Филмографија
| Улоге на филму      |                                                   |               |                          | |
| Година              | Српски назив                                      | Изворни назив | Улога                    | Напомена |
| 2004.               | Моје лето љубави                                  |               | Тамсин                   | номинација - Британске независне филмске награде за најбољег новајлију |
| 2006.               | Ђаво носи Праду                                   |               | Емили Чарлтон            | номинација - Златни глобус за најбољу споредну глумицу у играном филму номинација - БАФТА за најбољу глумицу у споредној улози номинација - БАФТА за будућу звезду номинација - МТВ филмска награда за најбољу улогу у комедији номинација - МТВ филмска награда за највеће глумачко откриће                                                                                       |
| 2006.               | Неодољива                                         |               | Мара                     | |
| 2007.               | Хладан ветар                                      |               | девојка                  | |
| 2007.               | Девојка мог брата                                 |               | Рути Дрејпер             | |
| 2007.               | Рат Чарлија Вилсона                               |               | Џејн Лидл                | |
| 2007.               | Клуб љубитеља Џејн Остин                          |               | Пруди                    | |
| 2008.               | Чувени Бак Хауард                                 |               | Валери Бренан            | |
| 2009.               | Млада Викторија                                   |               | краљица Викторија        | номинација - Златни глобус за најбољу главну глумицу у играном филму (драма) номинација - Награда Удружења телевизијских филмских критичара за најбољу глумицу у главној улози номинација - Награда Сателит за најбољу глумицу у главној улози номинација - Награда Емпајер за најбољу глумицу номинација - Британска независна филмска награда за најбољу глумицу у главној улози |
| 2009.               | Весело чишћење                                    |               | Нора Ларковски           | номинација - Награда Сателит за најбољу глумицу у споредној улози |
| 2009.               | Радозналост                                       |               | Милтон                   | кратки филм |
| 2010.               | Дивља мета                                        |               | Роуз                     | |
| 2010.               | Вукодлак                                          |               | Гвен Конлиф              | |
| 2010.               | Гуливерова путовања                               |               | принцеза Мери            | |
| 2011.               | Гномео и Јулија                                   |               | Јулија (глас)            | |
| 2011.               | Агенти судбине                                    |               | Елиз Селас               | Награда Сатурн за најбољу споредну женску улогу (филм) |
| 2011.               | Мапетовци                                         |               | рецепционерка Мис Пиги   | |
| 2012.               | Петогодишња веридба                               |               | Вајолет Варнс            | |
| 2012.               | Лов на лососе у Јемену                            |               | Харијет Четвуд-Талбот    | номинација - Златни глобус за најбољу главну глумицу у играном филму (мјузикл или комедија) |
| 2012.               | Твоје сестре сестра                               |               | Ајрис                    | |
| 2012.               | Убица из будућности                               |               | Сара                     | номинација - Награда Удружења телевизијских филмских критичара за најбољу глумицу у акционом филму |
| 2013.               | Артур Њуман                                       |               | Михаела/Шарлот Фицџералд | |
| 2014.               | Узлетање                                          |               | Наоко Сатоми (глас)      | енглеска синхронизација |
| 2014.               | На рубу времена                                   |               | Рита Вратаски            | Награда Удружења телевизијских филмских критичара за најбољу глумицу у акционом филму |
| 2014.               | Зачарана шума                                     |               | Пекарова жена            | Награда Сателит за најбољу глумачку поставу (филм) номинација - Златни глобус за најбољу главну глумицу у играном филму (мјузикл или комедија) |
| 2015.               | Сикарио                                           |               | Кејт Мејси               | номинација - Награда Удружења телевизијских филмских критичара за најбољу глумицу у акционом филму номинација - Интернационална награда аустралијског филмског института за најбољу глумицу номинација - Награда Емпајер за најбољу глумицу |
| 2016.               | Ловац и ледена краљица                            |               | Фреја                    | |
| 2016.               | Девојка из воза                                   |               | Рејчел Вотсон            | |
| 2017.               | Животињски крекери                                |               | Зои Хантингтон (глас)    | |
| 2018.               | Тихо место                                        |               | Евелин Абот              | |
| 2018.               | Повратак Мери Попинс                              |               | Мери Попинс              | |
| 2020.               | Тихо место 2                                      |               | Евелин Абот              | |
| 2021.               | Авантура у џунгли                                 |               | др Лили Хотон            | |
| 2023.               | Опенхајмер                                        |               | Кетрин Опенхајмер        | |
| 2024.               | Каскадер                                          |               | Џоди Морено              | |
| 2026.               | Ђаво носи Праду 2                                 |               | Емили Чарлтон            | |
| Улоге на телевизији |                                                   |               |                          | |
| 2003.               | Будика                                            |               | Изолда                   | ТВ филм |
| 2003.               | Фојлов рат                                        |               | Луси Маркам              | Епизода: |
| 2003.               | Хенри VIII                                        |               | Катарина Хауард          | ТВ филм |
| 2004.               | Поаро                                             |               | Линет Риџвеј             | Епизода: |
| 2005.               | Чудан случај Шерлока Холмса и Артура Конана Дојла |               | Џин Леки                 | ТВ филм |
| 2005.               | Гидионова кћерка                                  |               | Наташа                   | ТВ филм |
| 2005.               | Царство                                           |               | Кемен                    | мини-серија |
| 2009.               | Симпсонови                                        |               | Џулијет Хобс             | Епизода: |
| 2015.               | Лип синк битка                                    |               | такмичарка               | епизода: Емили Блант против Ен Хатавеј |
| Улоге у позоришту   |                                                   |               |                          | |
| 2000.               | Блаженство                                        |               | Мади                     | |
| 2001–2002           | Краљевска породица                                |               | Гвен                     | |
| 2002.               | Винсент у Брикстону                               |               | Јуџени Лојер             | |
| 2002.               | Ромео и Јулија                                    |               | Јулија                   | |
| Улоге на радију     |                                                   |               |                          | |
| 2004.               | Огреботине и модрице                              |               | Холи                     | |